# Wachstumsgesetz
Wachstumsgesetze bzw. Wachstumsmodelle sind in der Wissenschaft bekannt, seit Thomas Robert Malthus 1798 die geometrische Folge als Modell für das Bevölkerungswachstum dem linearen Wachstum der Ressourcen gegenüberstellte. Ein Modell, das die tatsächlichen Verhältnisse angemessener erfasst, ist das von Pierre-François Verhulst (1838, 1845) entwickelte logistische Modell (vgl. logistische Gleichung), das ein Wachstum in der Form: langsamer Beginn – immer stärker werdender Zuwachs – Wendepunkt – allmählich nachlassender Zuwachs – Ende des Zuwachses beschreibt. Zerfallsprozesse folgen – bei Änderung eines Vorzeichens – ebenfalls diesem Modell. In dem Begriff logistisch steckt frz. logis für Lebensraum. Außer dem geometrischen und dem logistischen Modell gibt es noch einige weitere Wachstumsmodelle.
Solche Wachstumsmodelle spielen in vielen Wissenschaften eine Rolle, u. a. als Sprachwandelgesetze und Spracherwerbsgesetz in der Linguistik, bes. in der Quantitativen Linguistik, bei der Darstellung des Verlaufs von Sprachwandel- und Spracherwerbsprozessen. Auf der Ebene der Texte erscheinen sie als Gesetz der Wortschatzdynamik.
Ein weiteres Beispiel für die Anwendung des logistischen Modells findet sich in der Kommunikationsforschung, wo es die Ausbreitung von Nachrichten von Person zu Person darstellt. Bekannter sind jedoch die Anwendungen von Wachstumsmodellen in den Bio- und Wirtschaftswissenschaften.